# Charles Jencks

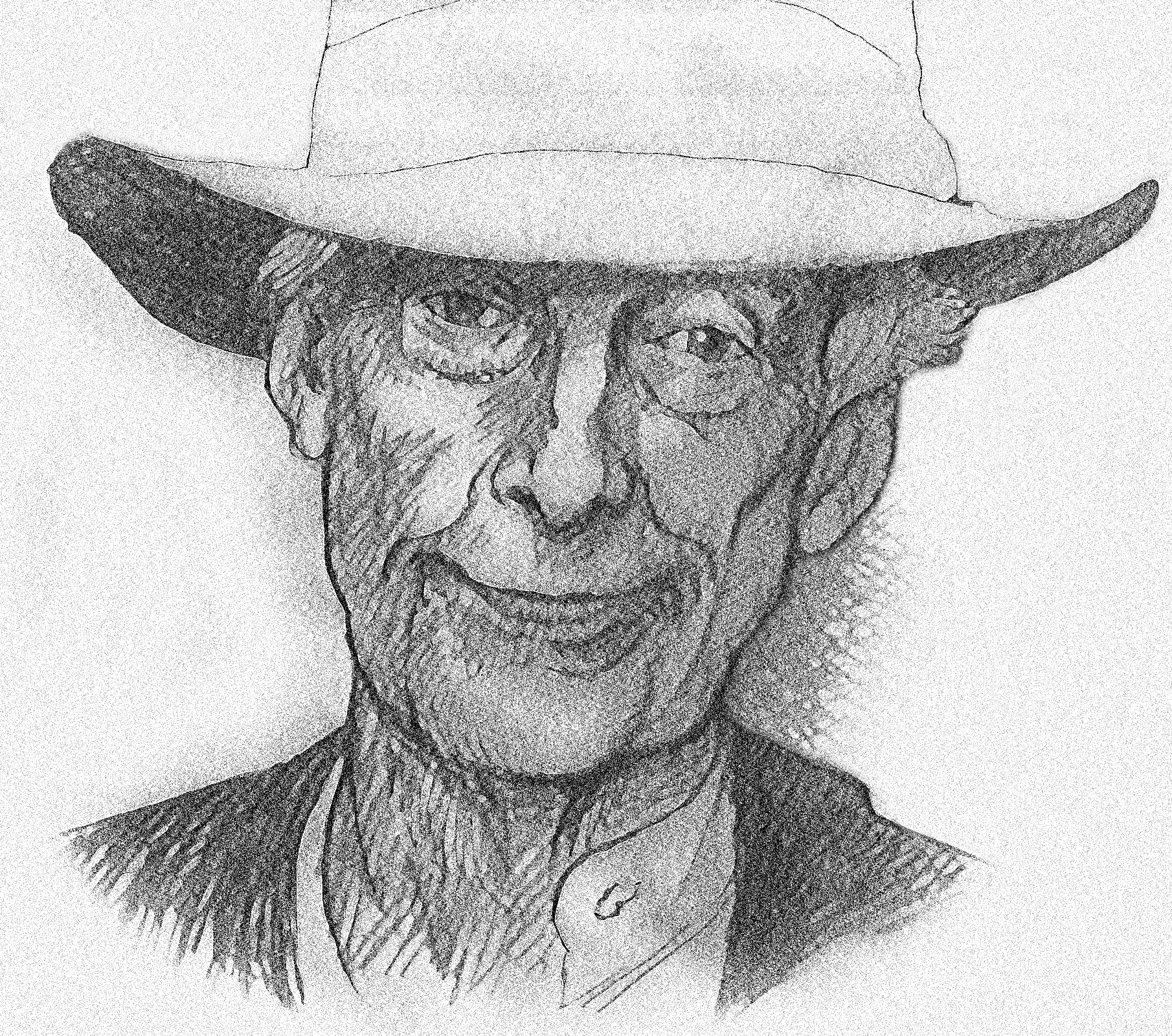
Charles Jencks

Charles Alexander Jencks (* 21. Juni 1939 in Baltimore, Maryland; † 13. Oktober 2019 in London) war ein US-amerikanischer Architekt und Architekturtheoretiker der postmodernen Architektur.

## Leben
Charles Jencks studierte Englische Literatur an der Harvard University, anschließend machte er 1965 seinen Master in Architektur an der Harvard Graduate School of Design. Er graduierte mit einem PhD am University College London.

## Wirken
Er nahm den in den Geisteswissenschaften und der Literaturwissenschaft kursierenden Begriff Postmoderne auf und übertrug ihn auf die Architektur.
Seine Theorien zur Kosmogenese und zur Chaostheorie verarbeitete Jencks in seinem Garden of Cosmic Speculation bei Dumfries in Südschottland. Zusammen mit seiner Frau Maggie Keswick, einer renommierten Expertin der Geschichte Chinesischer Gartenkunst, entwickelte Charles Jencks eine etwa 12 Hektar große Gartenlandschaft mit Erdformationen, die an Werke der amerikanischen Land Art erinnern. 
Maggie Keswick starb 1995 an Krebs; der Garden of Cosmic Speculation entwickelt sich unter Jencks’ Regie weiter. Nach dem Tod seiner Frau gründete Jencks, einer ihrer Ideen folgend, eine Kette von Beratungs- und Unterstützungszentren für Krebspatienten (Maggie’s Centre), mit jeweils unterschiedlicher Architektur.
Als sein einflussreichstes Buch gilt The Language of Post-Modern Architecture, das 1977 von Andreas Papadakis verlegt wurde. Der deutsche Titel lautet: Die Sprache der postmodernen Architektur. Die Entstehung einer alternativen Tradition, Stuttgart 1978.